# Yukmuri
Yukmuri (en georgiano: ჯუყმური) o Yikumir (en abjasio: Џьыҟәмыр, romanizado: Yykumyr) es una aldea que pertenece a la parcialmente reconocida República de Abjasia, dentro del distrito de Ochamchire, aunque de iure es parte del municipio de Ochmachire de la República Autónoma de Abjasia de Georgia.

## Geografía
Yukmuri se encuentra en el valle del río Mokvi, a 20 km de Ochamchire. La aldea se administra desde el pueblo de Merkula.   

## Infraestructura

### Militar
La aldea está al lado de la base naval rusa de Ochamchire, construida en territorio ocupado a Georgia. En 2023 se publicaron los planes rusos de incrementar el tamaño de la base naval.